# Puchar Świata w Zapasach 1977
Puchar rozegrano w dniach 26–27 marca 1977 roku w Toledo (Stany Zjednoczone).

## Styl wolny

### Ostateczna kolejność drużynowa
| Poz. | Państwo           |
| ---- | ----------------- |
|      | ZSRR              |
|      | Stany Zjednoczone |
|      | Japonia           |
| 4.   | Kanada            |

### Klasyfikacja indywidualna
| Waga    |                     |                  |                      | 4                  |
| ------- | ------------------- | ---------------- | -------------------- | ------------------ |
| 48 kg   | Arshak Sanonyan     | Bobby Weaver     | Nobuo Fujisawa       | George Gunovski    |
| 52 kg   | Kiyoto Shimizu      | Roman Dmitrijew  | James Haines         | Albert Tschirhart  |
| 57 kg   | Gurgen Baghdasarian | Jack Reinwand    | Akira Yamaji         | Leo Reynes         |
| 62 kg   | Władimir Jumin      | Kenichi Horii    | Joe Dell' Acquila    | James Humphrey     |
| 68 kg   | Pawieł Pinigin      | Chuck Yagla      | Tsunehiro Takahashi  | Nat Berganti       |
| 74 kg   | Stanley Dziedzic    | Victor Zilberman | Hiroshi Ogasawara    | Rusłan Aszuralijew |
| 82 kg   | Wiktor Nowożyłow    | Wade Schalles    | Akira Ōta            | John Gnap          |
| 90 kg   | Anatoli Prokopchuk  | Bud Palmer       | Richard Deschatelets | Kazuo Shimizu      |
| 100 kg  | Iwan Jarygin        | Harold Smith     | Steve Daniar         | Yoshiaki Yatsu     |
| +110 kg | Jimmy Jackson       | Boris Bigajew    | Robert Gibbons       | Susumu Miayayasu   |